# Éder Róbert
Éder Róbert (Kassa, 1888. október 16. – ?, 20. század) magyar olimpikon, evezős.

## Sportegyesületei
A Pannónia Evezős Klub sportolójaként indult versenyein.

### Európa-bajnokság
1910-ben a kormányos nyolcevezős (Bányai Béla, Szebeny György, Szebeny Antal, Szebeny Miklós, Jesze Kálmán, Hautzinger Sándor, Éder Róbert, Kirchknop Ferenc, kormányos: Koch Károly) versenyszámban - bronzérmes

### Olimpiai játékok
Az1908. évi nyári olimpiai játékok kormányos nyolcevezős versenyszámban, Pannónia csapattársaival (Éder Róbert, Haraszthy Lajos, Hautzinger Sándor, dr. Kirchknopf Ferenc, Kleckner Sándor, Szebeny Antal, Várady Jenő,  Wampetich Imre vezérevezős és Vaskó Kálmán, kormányos) az 5. helyen végzett.